# Malcolm Ranjith
Albert Malcolm Ranjith Patabendige Don (Polgahawela, 15 november 1947) is een Sri Lankaans geestelijke en kardinaal van de Rooms-Katholieke Kerk.
Malcolm Ranjith werd op 29 juni 1975 tot priester gewijd voor het bisdom Colombo in het overwegend boeddhistische Sri Lanka. In 1991 werd hij benoemd tot hulpbisschop van Colombo; zijn bisschopswijding vond plaats op 31 augustus van dat jaar. In 1995 werd hij benoemd tot bisschop van Ratnapura.
In 2001 kwam Ranjith naar Rome om te gaan werken in de Romeinse Curie. Hij werd officiaal van de Congregatie voor de Evangelisatie van de Volkeren. Hij combineerde deze werkzaamheden met de nuntiatuur voor Indonesië en Oost-Timor. In 2005 maakte hij de overstap naar de Congregatie voor de Goddelijke Eredienst en de Regeling van de Sacramenten, waarvan hij secretaris werd. In 2009 keerde Ranjith terug naar Sri Lanka om aartsbisschop te worden van het aartsbisdom Colombo en metropoliet van Sri Lanka. In 2010 werd hij voorzitter van de katholieke bisschoppenconferentie van Sri Lanka.
Tijdens het consistorie van 20 november 2010 werd Ranjith door paus Benedictus XVI kardinaal gecreëerd met de rang van kardinaal-priester. Zijn titelkerk werd de San Lorenzo in Lucina.
- Gemeinsame Normdatei: 114718609X
- International Standard Name Identifier: 0000 0000 0251 3708
- Virtual International Authority File: 307174828
- WorldCat: E39PBJr7YQjGMWWRwkx68CpByd